# Салчо Василев
Салчо Петров Василев е деец на БКП, роден в бедно семейство в град Копривщица и отрано започва да работи като прислужник в един железарски магазин в Пловдив. Поради недостиг на средства не успява да получи диплом за прогимназиално образование. Негови единствени другари са тези от местния партиен клуб, в който се включва. Там Салчо е подпомогнат и наставляван, като завършва с отличие дърводелско училище. Благодарение на своята прилежност в учението получава стипендия и отива да учи висше образование в Чехословакия.
В обкръжението на Костадин Доганов, Яко Доросиев, Рашко Брайков и Антон Иванов се развива като партиен член и заради личните си качества е избран за партиен секретар на копривщенската организация. По това време работи като учител в дърводелското училище до закриването му, след което отива в град Етрополе. Не след дълго заради комунистическата си дейност е уволнен и се завръща в Копривщица.
Партийна организация на Българската комунистическа партия в Копривщица е създадена през пролетта на 1919 година. В началото ѝ те са петнадесет души, а за една година се удвояват. Организацията има и собствен партиен клуб. На 1 май 1920 г. тя организира в града за първи път честването на 1 май като Ден на труда и на международната работническа солидарност. В проявата участват местни комунисти, земеделци и безпартийни. Слово произнася Салчо Василев. Той през 1922 г., като дърводелски работник, е включен като делегат от България на конгреса на професионалните съюзи на дърводелските работници на ІІІ конгрес на Комунистическия интернационал в Москва, заедно с участвалите Георги Димитров и Васил Коларов. Съпругата му е учителка в гимназията, която е и сестра на Яко Доросиев, и винаги му служи за опора.
През 1916 г. се създават първите нелегални бойни групи. Стайко Филипов (Байото) и Пенчо Калканов са едни от участниците. В навечерието на Септемврийското въстание Салчо Василев е арестуван и откаран в околийския полицейски участък в Пирдоп заедно с Нешо Тумангелов. След излизането си се отправя към София, където продължава партийните си прояви. За тази си дейност е арестуван, подложен на побой и интерниран в Копривщица.
По нареждане на околийския началник по пътя към родното си място на 15 юли 1925 г. е разстрелян от полицаите под известния предлог за „опит за бягство“ в района на „Лъженския мост“, близо до днешния язовир „Душанци“.

## Памет
Построен е паметник, за да напомня за убитите преди 9 септември 1944 г. Салчо Василев, анархистите Нешо Шабанов и Георги Мандулов. Намира се на около 15 км от Копривщица, близо до „Лъженския мост“, в района на яз. „Душанци“. Изработен е от каменоделеца Атанас (Танчо) Юруков през 1956 г. Изпълнен е от куполообразна гранитна морена.